# احتمال تكراري

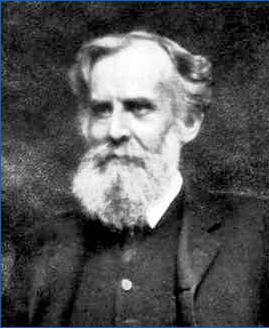
قدم جون فين إسهابا مفصلا عن الاحتمال التكراري في كتابه منطق الاحتمال (1866).

الاحتمال التكراري أو التكرارية هو تفسير للاحتمالية؛ وهو يحدد احتمالية الحدث بحد تكراره النسبي في العديد من التجارب (الاحتمال طويل المدى). ويمكن إيجاد الاحتمالات (من حيث المبدأ) من خلال عملية موضوعية قابلة للتكرار (وبالتالي فهي خالية من الرأي بشكل مثالي). ومع ذلك فهناك جدل حول الاستخدام المستمر للطرق التكرارية في الاستدلال العلمي.
كان الدافع وراء تطور التفسير التكراري هو مشاكل ومفارقات وجهة النظر السائدة سابقًا، وهي التفسير الكلاسيكي. وفي التفسير الكلاسيكي تُعرف الاحتمالية من خلال مبدأ اللامبالاة، بناءً على التماثل الطبيعي للمشكلة، لذلك مثلًا تنشأ احتمالات ألعاب النرد من التماثل الطبيعي ذو الجوانب الستة للمكعب. وقد تعثّر هذا التفسير الكلاسيكي عند أي مشكلة إحصائية ليس لها تماثل طبيعي في الاستدلال.

## التعريف
في التفسير التكراري تناقش الاحتمالات فقط عند التعامل مع تجارب عشوائية محددة جيدًا. وتسمى مجموعة جميع النتائج المحتملة للتجربة العشوائية بفضاء العينة للتجربة. ويُعرّف الحدث على أنه مجموعة فرعية معينة من مساحة العينة التي تؤخذ في الاعتبار. وبالنسبة لأي حدث قد يكون هناك احتمال واحد فقط: أن يحدث أو لا يحدث. وإن التكرار النسبي لحدوث شيء ما، والذي تجري ملاحظته في عدد من تكرارات التجربة، هو مقياس لاحتمال وقوع هذا الحدث. وهذا هو المفهوم الأساسي للاحتمال في التفسير التكراري.
أحد ادعاءات النهج التكراري هو أنه مع زيادة عدد التجارب فإن التغير في التكرار النسبي سوف يتضاءل. ومن ثم يمكن للمرء أن ينظر إلى الاحتمال باعتباره القيمة المحددة للتكرار النسبي المتماثل.

## المدى
التفسير التكراري هو نهج فلسفي لتعريف واستخدام الاحتمالات؛ وهو أحد هذه النهج العديدة. ولا يدعي أنه يلتقط جميع دلالات مفهوم «المحتمل» في الكلام العامي للغات الطبيعية.
التكرار كتفسير لا يتعارض مع البديهية الرياضية لنظرية الاحتمالات؛ بل إنه يوفر إرشادات حول كيفية تطبيق نظرية الاحتمالية الرياضية على مواقف العالم الحقيقي. وهو يقدم إرشادات متميزة في بناء وتصميم التجارب العملية، خاصة عند مقارنتها باحتمال بيشان (بايز). أما معرفة ما إذا كانت هذه التوجيهات مفيدة أو أنها عرضة لسوء التفسير فقد كان ذلك مصدرًا للجدل. لا سيما عندما يُفترض خطًا أن تفسير التكرار للاحتمال هو الأساس الوحيد الممكن للاستدلال التكراري. لذلك مثلًا هناك قائمة من التفسيرات الخاطئة لمعنى القيمة الاحتمالية تصاحب البحث المتعلق بالقيم الاحتمالية؛ وجرى تفصيل الخلافات في البحث الخاص باختبار الفرضيات الإحصائية. وتوضح مفارقة جيفريز-ليندلي كيف أن التفسيرات المختلفة المطبقة على نفس مجموعة البيانات يمكن أن تؤدي إلى استنتاجات مختلفة حول «الأهمية الإحصائية» للنتيجة.

كما لاحظ وليم فيلر:
لا مكان في نظامنا للتكهنات بشأن احتمال شروق الشمس غدًا. قبل الحديث عنه يجب علينا أن نتفق على نموذج (مثالي) والذي من المفترض أن يسير وفق السطور التالية: «من بين عدد لا نهائي من العوالم يجري اختيار عالم ما عشوائيًا» ويتطلب بناء مثل هذا النموذج القليل من الخيال، ولكن يبدو أنه كلاهما غير مثير للاهتمام ولا معنى له.
كانت ملاحظة فيلر بمثابة انتقاد لبيير سيمون لابلاس، الذي نشر حلًا لمسألة شروق الشمس باستخدام تفسير احتمالي بديل. على الرغم من رأي لابلاس الصريح والفوري في المصدر استنادًا إلى خبرته في علم الفلك بالإضافة إلى الاحتمالية، فقد تبع ذلك قرنان من الانتقادات.

## التاريخ
ربما كان أرسطو قد تنبأ بوجهة نظر التكرار في كتابه الخطابة، عندما كتب:
المحتمل هو الذي يحدث في الغالب.
وقد ميز بواسون بوضوح بين الاحتمالات الموضوعية والذاتية في عام 1837. وبعد ذلك بوقت قصير ظهرت موجة من المنشورات المتزامنة تقريبًا لمل وإليس («على أسس نظرية الاحتمالات» و«ملاحظات حول المبادئ الأساسية لنظرية الاحتمالات»)، وكورنو (عرض نظرية الفرص والاحتمالات) وقدم فريز وجهة النظر التكرارية. وقد قدم فن عرضًا شاملًا بعد عقدين من الزمن (منطق الصدفة: مقالة عن أسس ومجال نظرية الاحتمالية (طبعات منشورة في 1866، 1876، 1888)). وقد دعمت هذه الأمور أيضًا من خلال منشورات بول وبيرتران. وبحلول نهاية القرن التاسع عشر كان التفسير التكراري راسخًا وربما مهيمنًا في العلوم. ثم أنشأ الجيل التالي أدوات الإحصاء الاستدلالي الكلاسيكي (اختبار الأهمية، واختبار الفرضيات، ومجالات الثقة) وكلها تعتمد على الاحتمال التكراري.
بالمقابل فهم ياكوب برنولي (المعروف أيضًا باسم جيمس أو جاك) مفهوم الاحتمال التكراري ونشر برهانًا نقديًا (القانون الضعيف للأعداد الكبيرة) بعد وفاته في عام 1713. ويُنسب إليه أيضًا بعض الفضل للاحتمالية الذاتية (قبل مبرهنة بايز ودونها). واستخدم غاوس ولابلاس الاحتمال التكراري (وغيره) في اشتقاقات طريقة المربعات الدنيا بعد قرن من الزمان، أي قبل جيل من بواسون. ودرس لابلاس احتمالات الإفادات وجداول الوفيات وأحكام المحاكم وما إلى ذلك، والتي من غير المحتمل أن تكون مرشحة للاحتمالية الكلاسيكية. وضمن هذا الرأي كانت مساهمة بواسون هي انتقاده الحاد لتفسير الاحتمالية «العكسي» البديل (الذاتي، البايزي). وكانت انتقادات غاوس ولابلاس صامتة وضمنية. (لم تستخدم اشتقاقاتهم اللاحقة الاحتمال العكسي).
كان فيشر ونيمان وبيارسون من بين المساهمين الرئيسيين في الإحصائيات «الكلاسيكية» في أوائل القرن العشرين. وساهم فيشر في معظم الإحصاءات وجعل اختبار الأهمية جوهر العلوم التجريبية، على الرغم من انتقاده للمفهوم التكراري المتمثل في «أخذ العينات المتكررة من نفس السكان» (روبن، 2020)؛ صاغ نيمان مجالات الثقة وساهم كثيرًا في نظرية أخذ العينات، وتعاون نيمان وبيرسون في إنشاء اختبار الفرضيات. وقد قدّر الجميع الموضوعية، لذا فإن أفضل تفسير متاح لهم للاحتمالية كان التفسير التكراري. وكان الجميع متشككين في «الاحتمال العكسي» (البديل المتاح) مع اختيار الاحتمالات السابقة باستخدام مبدأ اللامبالاة. وقال فيشر: «نظرية الاحتمال العكسي مبنية على خطأ، [في إشارة إلى مبرهنة بايز] ويجب رفضها بالكامل» (من كتابه الأساليب الإحصائية للعاملين في الأبحاث). في حين كان نيمان مؤيدًا للتكرارية تمامًا، كانت آراء فيشر حول الاحتمالية فريدة من نوعها؛ وكلاهما كان يحمل وجهة نظر دقيقة للاحتمال. وقدم فون ميزيس مزيجًا من الدعم الرياضي والفلسفي للتكرارية في ذلك العصر.

## علم أصول الكلمات
وفقًا لقاموس أوكسفورد الإنجليزي استخدم إم جي كندال مصطلح «التكراري» لأول مرة في عام 1949، على النقيض من البايزيين، الذين أطلق عليهم «غير التكراريين». ولاحظ:
3... يمكننا التمييز على نطاق واسع بين موقفين رئيسيين. يأخذ أحدهما الاحتمال على أنه «درجة من الاعتقاد العقلاني»، أو بعض الأفكار المماثلة... والثاني يعرف الاحتمال من حيث تكرار حدوث الأحداث، أو من خلال النسب النسبية في «السكان» أو «المجموعات»؛ (ص: 101)
12. قد يُعتقد أن الاختلافات بين التكراريين وغير التكراريين (إذا جاز لي أن أسميهم كذلك) ترجع إلى حد كبير إلى الاختلافات في المجالات التي يزعمون أنها تغطيها. (ص: 104)
أؤكد أن الأمر ليس كذلك... إن التمييز الأساسي بين التكراريين وغير التكراريين هو، في اعتقادي، أن التكراريين في محاولة لتجنب أي شيء يثير مسائل الرأي، يسعون إلى تعريف الاحتمالية من حيث الخصائص الموضوعية للسكان، حقيقية أو افتراضية، في حين أن غير التكراريين لا يفعلون ذلك.
استخدمت «نظرية التكرار للاحتمالية» في جيل سابق كعنوان فصل في كتاب كينز (1921).
التسلسل التاريخي: جرى تقديم مفاهيم الاحتمالية واشتقاق الكثير من الرياضيات الاحتمالية (قبل القرن العشرين)، وطورت طرق الاستدلال الإحصائي الكلاسيكية، وجرى ترسيخ الأسس الرياضية للاحتمالية ثم قدمت المصطلحات الحالية (كل ذلك في القرن العشرين). ولم تستخدم المصادر التاريخية الأولية في الاحتمالات والإحصائيات المصطلحات الحالية للاحتمال الكلاسيكي والذاتي (البايزي) والاحتمال التكراري.